# سطح خط
سطح خط (به انگلیسی: Line level) شدت مشخص‌شده یک سیگنال صوتی است که برای انتقال صدای آنالوگ بین اجزای صوتی مانند پخش‌کننده‌های سی‌دی و دی‌وی‌دی، دستگاه‌های تلویزیون، تقویت‌کننده‌های صوتی و کنسول‌های میکس استفاده می‌شود.
به‌طور کلی، سیگنال‌های سطح خط در میانه درجه‌بندی سطوح سیگنال در مهندسی صدا قرار می‌گیرند. سیگنال‌های ضعیف‌تری مانند سیگنال‌های میکروفون (سطح میکروفون/سطح مایک) و پیکاپ‌های ساز (سطح ساز) و سیگنال‌های قوی‌تری مانند سیگنال‌های مورد استفاده برای راه‌اندازی هدفون‌ها و بلندگوها (سطح بلندگو) وجود دارد. «شدت» این سیگنال‌های مختلف لزوماً به ولتاژ خروجی دستگاه منبع اشاره ندارد؛ بلکه به امپدانس خروجی و توان خروجی آن نیز بستگی دارد.
دستگاه‌های الکترونیکی مصرف‌کننده مربوط به صدا (مثلاً کارت‌های صدا) اغلب دارای یک کانکتور با برچسب خط ورودی (line in) و/یا خط خروجی (Line out) هستند. یک خروجی سیگنال صوتی را فراهم می‌کند و خط ورودی سیگنال ورودی را دریافت می‌کند. اتصالات خط ورودی/خروجی در تجهیزات صوتی مصرفی معمولاً نامتعادل هستند، با ۳٫۵ میلیمتر (۰٫۱۴ اینچ، اما معمولاً "اینچ هشتم (eighth inch)" نامیده می‌شود) کانکتور مینی‌جَک تی‌آراس با سه-رسانا، که زمین، کانال چپ و راست یا جک‌های آرسی‌ای استریو را ارائه می‌دهد. تجهیزات حرفه ای معمولاً از اتصالات متعادل در جک‌های تلفن ۶٫۳۵ میلیمتر (۱/۴ اینچ) تی‌آراس یا کانکتورهای ایکس‌ال‌آر استفاده می‌کنند. تجهیزات حرفه ای همچنین ممکن است از اتصالات نامتعادل با جک‌های صوتی تی‌اس (۱/۴ اینچ).

## سطوح اسمی

ولتاژ برحسب زمان امواج سینوسی در سطوح مرجع و خط، با V_{RMS}، V_{PK} و V_{PP} برای سطح خط 4dBu+ مشخص‌شده است.

سطح خط، سطح سیگنال اسمی خط را به صورت نسبتی که برحسب دسی‌بل بیان می‌شود، به یک ولتاژ مرجع استاندارد توصیف می‌کند. سطح اسمی و ولتاژ مرجع که درمقابل آن بیان می‌شود، به سطح خط مورد استفاده بستگی دارد. در حالی که سطوح اسمی خودشان متفاوت هستند، تنها دو ولتاژ مرجع رایج هستند: ولتاژهای دسی‌بل (dBV) برای کاربردهای مصرفی و دسی‌بل بی‌بارشده (dBu) برای کاربردهای حرفه‌ای.
ولتاژ مرجع دسی‌بل ولتاژ یک VRMS معادل صفر دی‌بی‌یو (dBu) است. ولتاژ مرجع با دسی‌بل بی‌بارشده، ۰ دی‌بی‌یو، ولتاژ اِی‌سی مورد نیاز برای تولید ۱ میلی‌وات توان در یک امپدانس ۶۰۰ اُهم (تقریباً 0.7746 VRMS) است. این واحد سخت‌کاربرد از استانداردهای اولیه تلفن است که از منابع و بارهای ۶۰۰ اهمی استفاده می‌کرد و توان تلف‌شدهٔ اندازه‌گیری شده برحسب دسی‌بل- میلی‌وات (دی‌بی‌اِم) است. تجهیزات صوتی نوین از بارهای تطبیق‌شده ۶۰۰ اهمی استفاده نمی‌کنند، بنابراین دی بی‌ام (dBm) بی‌بارشده می‌شود دی‌بی‌یو (dBu).
رایج‌ترین سطح اسمی برای تجهیزات حرفه‌ای ۴+ دی‌بی‌یو است (طبق قرارداد، مقادیر دسی‌بل با یک نماد مشخص نوشته می‌شوند). برای تجهیزات مصرفی، این ۱۰- دی‌بی‌وی (dBV) است که برای کاهش هزینه‌های تولید استفاده می‌شود.
به صورت مطلق، یک سیگنال در ۱۰- دی‌بی‌وی معادل یک سیگنال سینوسی با دامنه پیک (VPK) تقریباً ۰٫۴۴۷ ولت یا هر سیگنال عمومی در ۰٫۳۱۶ ولت با جذر میانگین مربعات (VRMS) (ولت آرام‌اس) است. سیگنالی با ۴+ دی‌بی‌یو معادل یک سیگنال سینوسی با دامنه پیک تقریباً ۱٫۷۳۶ ولت یا هر سیگنال عمومی با دامنه تقریباً ۱٫۲۲۸ ولت آراِم‌اس است. .
دامنه پیک تا پیک (VPP) (گاهی به اختصار pp) به کل دامنه‌نوسان ولتاژ یک سیگنال اشاره دارد که دو برابر دامنه پیک سیگنال است. برای مثال، سیگنالی با دامنه پیک ۵± ولت دامنه p-p برابر با ۱٫۰ ولت دارد.
| استفاده     | سطح اسمی | سطح اسمی، VRMS | دامنه پیک، VPK | دامنه پیک‌توپیک، VPP |
| ----------- | -------- | -------------- | -------------- | ------------------- |
| صوتی حرفه‌ای | +4 dBu   | 1.228          | 1.736          | 3.472               |
| صوتی مصرفی  | −10 dBV  | 0.316          | 0.447          | 0.894               |

سیگنال سطح خط یک سیگنال جریان متناوب بدون افست DC است، به این معنی که ولتاژ آن با توجه به زمین سیگنال از دامنه پیک (به عنوان مثال ۱٫۵+ ولت) تا ولتاژ منفی معادل (۱٫۵- ولت) متغیر است.

## امپدانس‌ها
از آنجایی که کابل‌های بین خط خروجی و خط ورودی معمولاً در مقایسه با طول‌موج سیگنال صوتی در کابل بسیار کوتاه هستند، می‌توان از اثرات خط انتقال صرف نظر کرد و نیازی به استفاده از تطبیق امپدانس نیست. در عوض، مدارهای سطح خط از اصلِ پل‌زنی امپدانس استفاده می‌کنند، که در آن یک خروجی امپدانس پایین، ورودی امپدانس بالا را راه‌اندازی می‌کند. یک اتصال خط خروجی معمولی دارای امپدانس خروجی از ۱۰۰ تا ۶۰۰ اهم است، و مقادیر پایین‌تر در تجهیزات جدیدتر رایج‌تر هستند. خط ورودی‌ها، امپدانس بسیار بالاتری دارند، معمولاً ۱۰ کیلو اهم یا بیشتر.
دو امپدانس با یک عنصر شنت  که نسبت به اندازه عنصر سری بزرگ است یک تقسیم‌کننده ولتاژ تشکیل می‌دهد، که تضمین می‌کند مقدار کمی از سیگنال به زمین شنت شده و الزامات جریان به حداقل برسد. بیشتر ولتاژ اعمال شده توسط خروجی، در امپدانس ورودی ظاهر می‌شود و تقریباً هیچ ولتاژی در خروجی افت نمی‌کند. خط ورودی مشابه ورودی یک ولت‌متر یا اسیلوسکوپ با امپدانس بالا عمل می‌کند و ولتاژ خروجی را در حالی که حداقل جریان (و در نتیجه حداقل توان) را از منبع می‌کشد، اندازه‌گیری می‌کند. امپدانس بالای خط ورودی مدار، خروجی دستگاه منبع را تحت بار قرار نمی‌دهد.
اینها سیگنال‌های ولتاژ هستند (برخلاف سیگنال‌های جریان) و اطلاعات سیگنال (ولتاژ) مورد نظر است، نه توان لازم برای راه‌اندازی یک مبدل، مانند بلندگو یا آنتن. اطلاعات واقعی که بین دستگاه‌ها رد و بدل می‌شود، واریانس ولتاژ است؛ این سیگنال ولتاژ متناوب است که اطلاعات را منتقل می‌کند و جریان را بی‌اهمیت می‌کند.

## خط خروجی
نماد خط‌خروجی. رنگ راهنمای رایانه   سبز لیمویی.
خط خروجی‌ها معمولاً امپدانس منبعی از ۱۰۰ تا ۶۰۰ اهم را نشان می‌دهند. ولتاژ می‌تواند به ۲ ولت پیک-تو-پیک با سطوح مرجع ۱۰ (۱۰- dBV) (۳۰۰ میلی‌ولت) در ۱۰ کیلو اُهم برسد. پاسخ فرکانسی اکثر تجهیزات نوین حداقل ۲۰ هرتز تا ۲۰ کیلوهرتز اعلام می‌شود، که برابر با محدوده شنوایی انسان است. خط خروجی‌ها برای راه‌اندازی امپدانس بار ۱۰۰۰۰ اهم (۱۰ کیلو اهم) در نظر گرفته شده‌اند؛ با تنها چند ولت، این امر تنها به حداقل جریان نیاز دارد.

### اتصال دستگاه‌های دیگر
اتصال یک بار با امپدانس پایین مانند بلندگو (معمولاً ۴ تا ۸ اهم) به خط خروجی، اساساً مدار خروجی را اتصال کوتاه می‌کند. چنین بارهایی حدود ۱/۱۰۰۰ امپدانس طراحی شده برای راه اندازی خط خروجی هستند، بنابراین خط خروجی معمولاً برای تأمین جریانی که توسط یک بار ۴ تا ۸ اهمی در ولتاژهای سیگنال خط خروجی معمولی کشیده می‌شود، طراحی نمی‌شود. نتیجه، صدای بسیار ضعیفی از بلندگو و احتمالاً آسیب دیدن مدار خط خروجی خواهد بود.
خروجی‌های هدفون و خط خروجی‌ها گاهی با هم اشتباه گرفته می‌شوند. هدفون‌های با برندهای مختلف و مدل‌های مختلف، امپدانس‌های بسیار متفاوتی دارند، از ۲۰ اهم تا چند صد اهم؛ کمترین مقدار این امپدانس‌ها نتایجی مشابه بلندگو خواهد داشت، در حالی که بالاترین مقدار آن می‌تواند به‌طور قابل قبولی کار کند اگر امپدانس خط خروجی به اندازه کافی کم و هدفون‌ها به اندازه کافی حساس باشند.
برعکس، خروجی هدفون معمولاً امپدانس منبعی در حدود چند اهم دارد (برای ایجاد اتصال پل‌زنی با هدفون‌های ۳۲ اهمی) و به راحتی یک خط ورودی را راه اندازی می‌کند.
به دلایل مشابه، کابل‌های "wye" (یا "تقسیم‌کننده‌های Y") نباید برای ترکیب دو سیگنال خط خروجی به یک سیگنال خط ورودی استفاده شوند. هر خط خروجی، خط خروجی دیگر و همچنین ورودی مورد نظر را به راه‌اندازد می‌کند، که باز هم منجر به بار بسیار سنگین‌تری نسبت به آنچه برای آن طراحی شده است، می‌شود. این امر منجر به از دست رفتن سیگنال و احتمالاً حتی آسیب خواهد شد. به جای آن باید از یک مخلوط‌کننده فعال، مثلاً با استفاده از آپ‌اَمپ، استفاده شود. می‌توان از یک مقاومت بزرگ سِری با هر خروجی برای ترکیب ایمن آنها استفاده کرد، اما باید به‌طور مناسب برای امپدانس بار و طول کابل طراحی شود.

## خط ورودی
نماد خط ورود. رنگ راهنمای کامپیوتر   آبی روشن.
طراحان در نظر دارند که خط خروجی یک دستگاه به خط ورودی دستگاه دیگر متصل شود. خط ورودی‌ها طوری طراحی شده‌اند که سطوح ولتاژی در محدوده ارائه شده توسط خط خروجی‌ها را بپذیرند. از سوی دیگر، امپدانس‌ها عمداً از خروجی به ورودی تطبیق داده نمی‌شوند. امپدانس خط ورودی معمولاً حدود ۱۰ کیلو اُهم است. وقتی این خط خروجی توسط امپدانس پایین معمول ۱۰۰ تا ۶۰۰ اهم راه‌اندازی شود، یک اتصال «پل‌زنی» تشکیل می‌دهد که در آن بیشتر ولتاژ تولید شده توسط منبع (خروجی) به بار (ورودی) منتقل می‌شود و به دلیل امپدانس نسبتاً بالای بار، جریان کمی از آن عبور می‌کند.
اگرچه خط ورودی‌ها در مقایسه با خط خروجی‌ها، امپدانس بالایی دارند، اما نباید آنها را با ورودی‌های به اصطلاح "Hi-Z" (Z نماد امپدانس است) که امپدانس آنها ۴۷ کیلو اُهم تا بیش از ۱ مگا اهم است، اشتباه گرفت. این ورودی‌های «Hi-Z» یا «ساز» معمولاً بهرهٔ بالاتری نسبت به خط ورودی دارند. آنها طوری طراحی شده‌اند که مثلاً با پیکاپهای گیتار الکتریک و جعبه‌های «تزریق مستقیم» قابل استفاده باشند. برخی از این منابع تنها می‌توانند ولتاژ و جریان حداقلی را فراهم کنند و ورودی امپدانس بالا به گونه‌ای طراحی شده است که آنها را بیش از حد بارگذاری نکند.

## سطح خط در مسیرهای سیگنال مرسوم
صداهای آکوستیک (مانند صدای انسان یا سازهای موسیقی) اغلب با مبدل‌هایی (میکروفون‌ها و پیکاپ‌ها) که سیگنال‌های الکتریکی ضعیفی تولید می‌کنند، ضبط می‌شوند. این سیگنال‌ها باید تا سطح خط تقویت شوند، جایی که دستکاری آنها توسط دستگاه‌های دیگر مانند کنسول‌های میکس و ضبط صوت آسان‌تر است. چنین تقویتی توسط دستگاهی به نام پیش‌تقویت‌کننده یا «پِری‌اَمپ» انجام می‌شود که سیگنال را تا سطح خط تقویت می‌کند. پس از دستکاری در سطح خط، سیگنال‌ها معمولاً به یک تقویت‌کننده قدرت ارسال می‌شوند، جایی که تا سطوحی تقویت می‌شوند که می‌توانند هدفون یا بلندگو را راه‌اندازی کنند. اینها سیگنال‌ها را دوباره به صداهایی تبدیل می‌کنند که از طریق هوا قابل شنیدن هستند.
بیشتر کارتریج‌های گرامافون نیز سطح خروجی پایینی دارند و به یک پیش‌تقویت‌کننده نیاز دارند؛ معمولاً یک تقویت‌کننده یا گیرندهٔ یکپارچهٔ استریوی خانگی یک ورودی فونو (ورودی گرام) مخصوص خواهد داشت. این ورودی، سیگنال را از یک پیش‌تقویت‌کنندهٔ گرام عبور می‌دهد که اکولایزر آرآی‌ای‌ای را روی سیگنال اعمال می‌کند و همچنین آن را تا سطح خط تقویت می‌کند.